# اچ‌ام‌اس اسکیت
اچ‌ام‌اس اسکیت (به انگلیسی: HMS Skate (1895)) یک کشتی بود که طول آن ۱۹۴ فوت ۶ اینچ (۵۹٫۲۸ متر) بود. این کشتی  در سال ۱۸۹۵ ساخته شد.